# Ermita de San Blas (Ateca)
La ermita de San Blas es una ermita de culto católico situada en el municipio zaragozano de Ateca, España.

## Descripción
Se trata de una pequeña ermita dedicada a San Blas, patrón de la localidad, construida entre los años 1620 y 1622, de terminación muy sencilla. Desde el exterior se aprecia un único volumen rectangular revocado con yeso y cal y con cubierta a dos aguas. Tiene dos accesos, uno a los pies de la nave y otro en el lateral, orientado al sur, ambos con arco de medio punto. Sobre el que se encuentra a los pies de la nave, existe una pequeña espadaña con una campana.
El interior se encuentra cubierto con una bóveda de cañón rebajado, dividida en cuatro tramos, separados por arcos perpiaños y que descargan su peso en pilastras estando unidos por un zócalo que recorre toda la nave.

## Catalogación
Se encuentra inscrita en el Inventario del Patrimonio Cultural Aragonés por lo según la ley 3/1999 de 10 de marzo del Patrimonio Cultural Aragonés tiene la protección de Bien inventariado del patrimonio cultural aragonés.